# Héjja Sándor

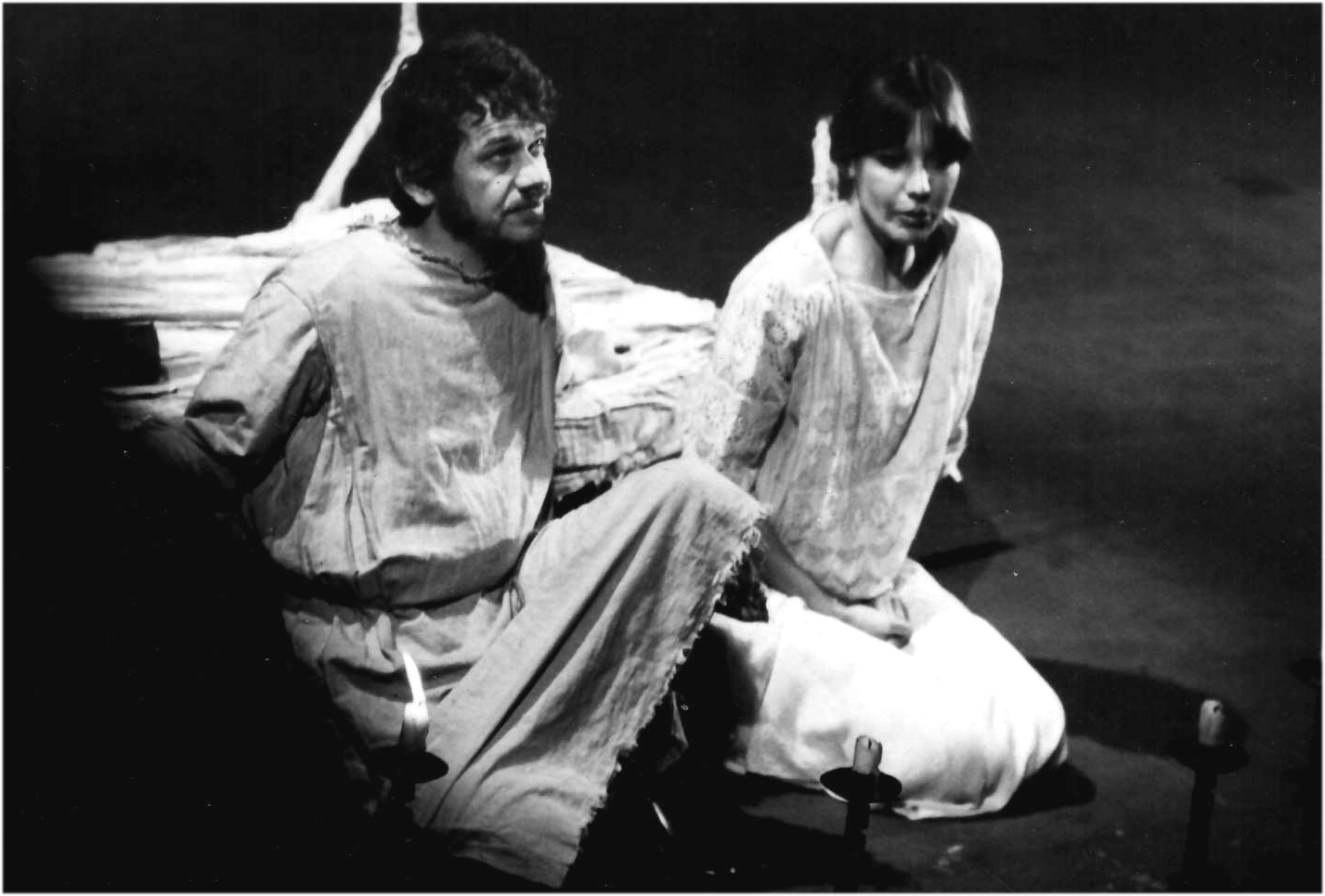
Panek Katival 1983-ban (L. Blaga: Manole mester)

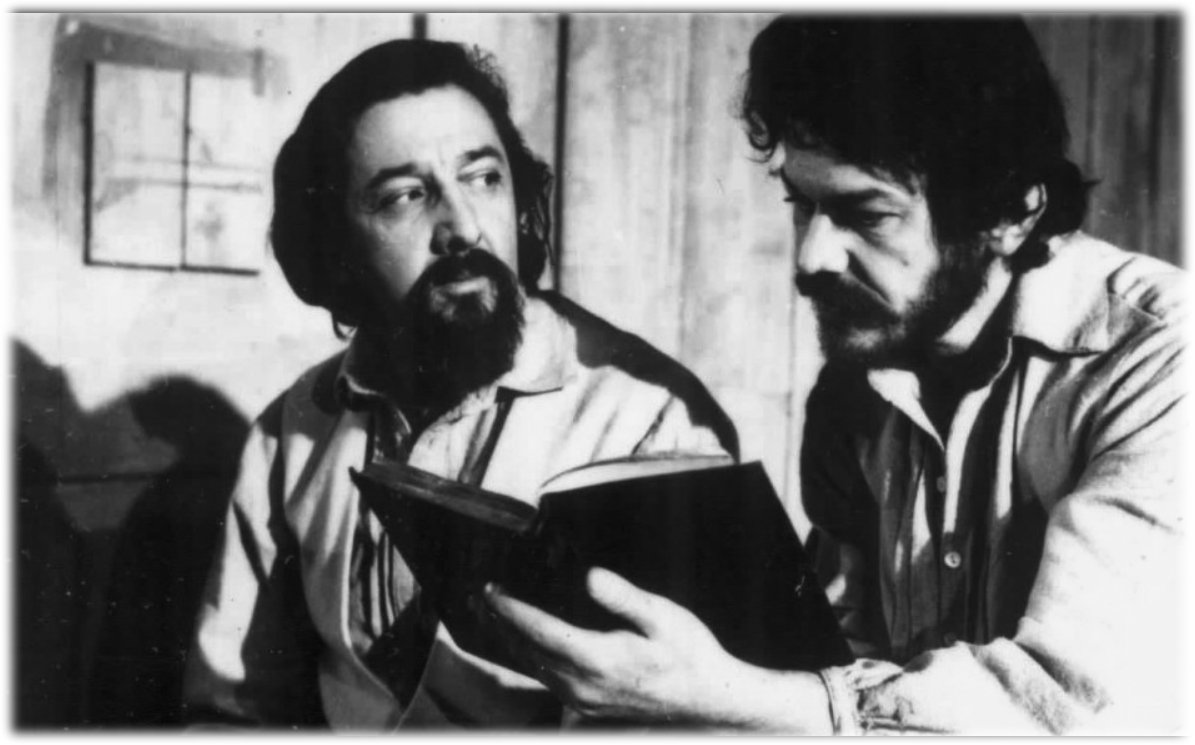
Lohinszky Loránddal (b) a Csillag a máglyán című Sütő András-darabban

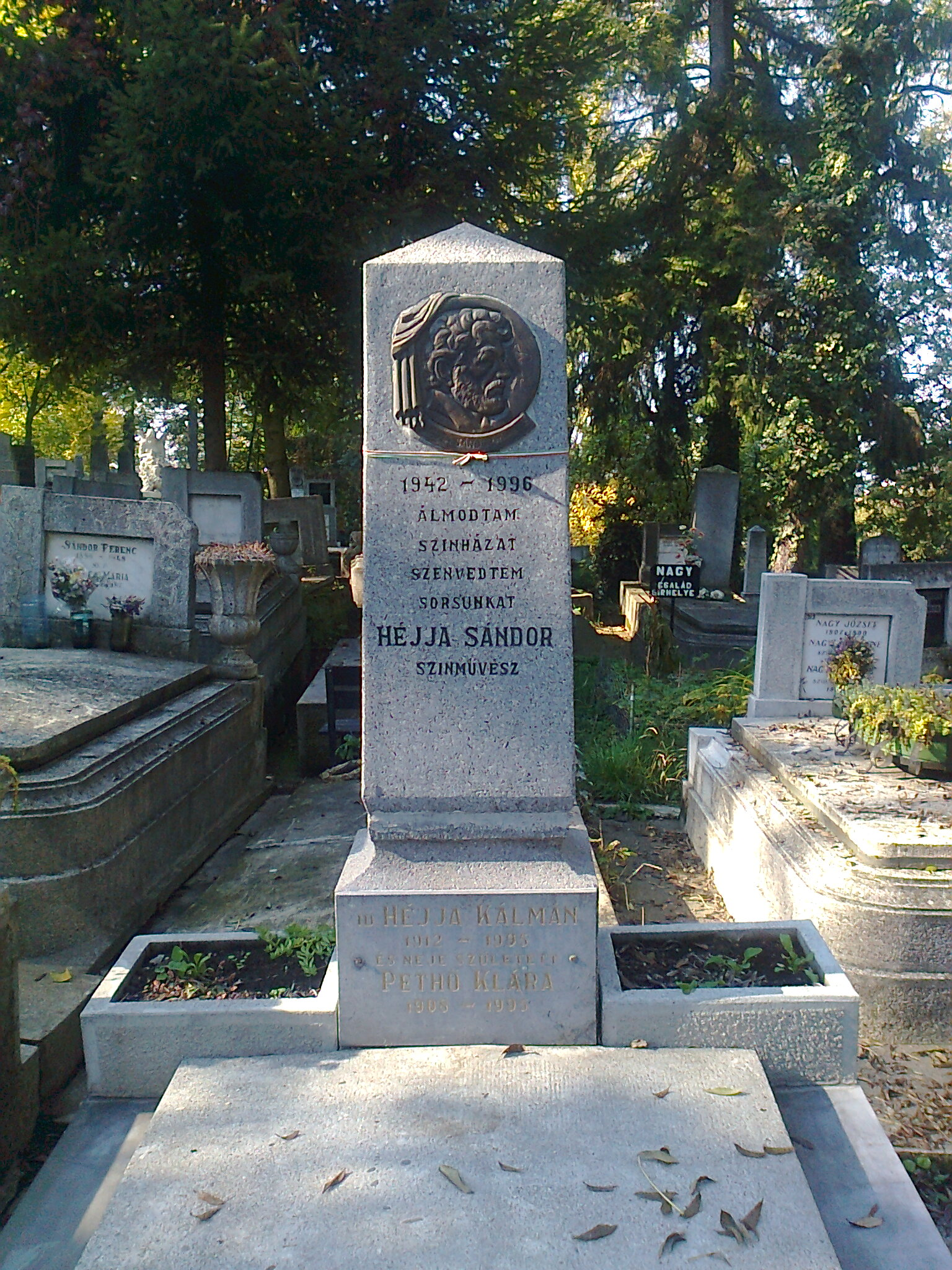
Síremléke a marosvásárhelyi református temetőben

Héjja Sándor (Marosvásárhely, 1942. március 14. – Pécs, 1996. október 31.) Kazinczy-díjas magyar színész, Sebők Klára férje.

## Életpályája
A marosvásárhelyi Szentgyörgyi István Színművészeti Intézetben végzett 1965-ben, majd utána kolozsvári magyar színházhoz szerződött, ahol rövid időn belül vezető színész lett. Mind a klasszikus, mind a kortárs szerzők drámáiban sikert aratott. Modern játékstílusa új színt hozott a kolozsvári színpadra. 1988-ban feleségével, Sebők Klárával áttelepült Magyarországra, és a Pécsi Nemzeti Színházhoz szerződött. 1992-ben Kazinczy-díjat kapott.

## Főbb szerepei

### Színpadi szerepei
A Színházi adattárban regisztrált bemutatóinak száma: 32; ugyanitt tizennyolc színházi felvételen is látható.
- Ottó (Katona József: Bánk bán)
- Kolhaas Mihály (Sütő András: Egy lócsiszár virágvasárnapja)
- Szervét Mihály (Sütő András: Csillag a máglyán)
- Ábel (Sütő András: Káin és Ábel)
- Balázs (Móricz Zsigmond: Nem élhetek muzsikaszó nélkül)
- Christian Axt (Deák Tamás: Demetrius)
- Író (Bálint Tibor: Sánta angyalok utcája)
- Parmenion (Sütő András: A szúzai menyegző)
- Hamlet (Shakespeare: Hamlet, dán királyfi)
- Antonius (Shakespeare: Antonius és Cleopatra)
- Géza fejedelem (Szabó Magda: Az a szép, fényes nap)

### Filmszerepei
- Ábel apja (Ábel az országban), tévéfilm
- Ábel apja (Ábel a rengetegben), tévéfilm
- Devictus Vincit, tévéfilm
- Kisváros, tévésorozat

### Kisebb filmszerepei
- Az utolsó nyáron
- Törvénytelen (1994)
- Vadon
- Erdély aranykora, tévéfilm
- Végkiárusítás, tévéfilm
- Holnap lesz fácán (1974)
- Plusz-mínusz egy nap
- Szép magyar komédia